# Race of Champions 1968
Résultat de l'édition 1968 de la Race of Champions, disputée le 17 mars 1968 sur le tracé de Brands Hatch en Angleterre.

## Grille de départ du Grand Prix
| 1re ligne | Pos. 3                              |                                     | Pos. 2                           |                                        | Pos. 1                           |
|           | Stewart Matra-Cosworth 1 min 31 s 0 |                                     | Spence BRM 1 min 30 s 4          |                                        | McLaren -Cosworth 1 min 30 s 0   |
| 2e ligne  |                                     | Pos. 5                              |                                  | Pos. 4                                 |                                  |
|           |                                     | Hulme McLaren-Cosworth 1 min 31 s 2 |                                  | Amon Ferrari 1 min 31 s 2              |                                  |
| 3e ligne  | Pos. 8                              |                                     | Pos. 7                           |                                        | Pos. 6                           |
|           | Ickx Ferrari 1 min 32 s 8           |                                     | Rodriguez BRM 1 min 32 s 0       |                                        | Hill Lotus-Cosworth 1 min 31 s 6 |
| 4e ligne  |                                     | Pos. 10                             |                                  | Pos. 9                                 |                                  |
|           |                                     | Redman Cooper-BRM 1 min 33 s 4      |                                  | emplacement vide                       |                                  |
| 5e ligne  | Pos. 13                             |                                     | Pos. 12                          |                                        | Pos. 11                          |
|           | Hobbs BRM 1 min 37 s 0              |                                     | Bonnier McLaren-BRM 1 min 35 s 2 |                                        | Moser Brabham-Repco 1 min 35 s 0 |
| 6e ligne  |                                     | Pos. 15                             |                                  | Pos. 14                                |                                  |
|           |                                     | Gethin Brabham-BMW 1 min 45 s 0     |                                  | Lanfranchi Brabham-Climax 1 min 37 s 6 |                                  |

## Course
| Pos | Pilote            | Voiture             | Tours | Temps/Abandon       |
| --- | ----------------- | ------------------- | ----- | ------------------- |
| 1   | Bruce McLaren     | McLaren-Cosworth V8 | 50    | 1 h 18 min 53 s 4   |
| 2   | Pedro Rodríguez   | BRM V12             | 50    | à 14 s 2            |
| 3   | Denny Hulme       | McLaren-Cosworth V8 | 50    | à 30 s 8            |
| 4   | Chris Amon        | Ferrari-Ferrari V12 | 50    | à 37 s 4            |
| 5   | Brian Redman      | Cooper-BRM V12      | 50    | à 1 min 27 s 2      |
| 6   | Jackie Stewart    | Matra-Cosworth V8   | 49    | à 1 tour            |
| 7   | Tony Lanfranchi   | Brabham-Climax L 4  | 47    | à 3 tours           |
| 8   | Jacky Ickx        | Ferrari V12         | 46    | à 4 tours           |
| 9   | David Hobbs       | BRM V12             | 43    | à 7 tours           |
| 10  | Peter Gethin      | Brabham-BMW L 4     | 36    | à 14 tours          |
| Ab. | Jo Bonnier        | McLaren-Cosworth V8 | 30    | Suspension          |
| Ab. | Mike Spence       | BRM V12             | 18    | Conduite d'huile    |
| Ab. | Graham Hill       | Lotus-Cosworth V8   | 11    | Direction           |
| Ab. | Silvio Moser      | Brabham-Repco V8    | 7     | Pression d'huile    |
| Np. | John Surtees      | Lola-BMW L 4        | /     | forfait             |
| Np. | Andrea de Adamich | Ferrari V12         | /     | accident aux essais |

- Légende: Ab. : Abandon | Ins. : Inscrit en réserve | Np. : Non-participation

## Pole position et record du tour
- Pole position : Bruce McLaren en 1 min 30 s 0 (vitesse moyenne : 170,600 km/h).
- Tour le plus rapide : Bruce McLaren en 1 min 31 s 6 au 2e tour[1] (vitesse moyenne : 167,620 km/h).

## Tours en tête
- Bruce McLaren : 50 tours (1-50)